# Anchusa calcarea
Anchusa calcarea é uma espécie de planta com flor pertencente à família Boraginaceae. 
A autoridade científica da espécie é Boiss., tendo sido publicada em Voy. Bot. Espagne ii. 431. t. 123.
O seu nome comum é buglossa-calcarea.

## Portugal
Trata-se de uma espécie presente no território português, nomeadamente em Portugal Continental.
Em termos de naturalidade é endémica da Península Ibérica.

## Protecção
Não se encontra protegida por legislação portuguesa ou da Comunidade Europeia.